# Brent und Shane Kinsman
Brent und Shane Kinsman (* 13. November 1997) sind als Zwillinge geborene US-amerikanische Schauspieler. Bekannt sind sie vor allem durch die Fernsehserie Desperate Housewives, in der sie von 2004 bis 2008 mitgespielt haben.
Zusammen mit ihren Eltern Grant und Jeannette Kinsman leben Brent und Shane im Süden Kaliforniens. Zu ihren Hobbys zählen neben Videospielen auch Sportarten wie Inlineskating, Motocross und Fahren von Dirt Bikes.
Die Brüder sind an ihrem Äußeren kaum auseinanderzuhalten, nur ein Muttermal auf Brents Stirn unterscheidet sie.

## Erste Schritte
Entdeckt wurden die beiden wie es einem Hollywood-Klischee entspricht: Durch Zufall trafen sie im Alter von 4 Jahren bei einem Baseballspiel der L.A. Dodgers einen Talent-Scout der „AKA Talent Agency“ und wurden sogleich unter Vertrag genommen. Kurz darauf folgte der erste Fernsehauftritt der Zwillinge in einer Werbung für Tylenol, einer amerikanischen Medikamentenmarke.

## „Im Dutzend billiger“
Ihr erster Erfolg auf der Leinwand folgte 2003 mit Im Dutzend billiger, der US-amerikanischen Neuverfilmung eines Klassikers aus dem Jahr 1950, in der sie an der Seite von Stars wie Steve Martin und Bonnie Hunt spielten. In dieser Familienkomödie treten Brent und Shane als wildes Duo auf, welches sich als jüngste Mitglieder einer 14-köpfigen Familie behaupten muss.
Während die erste Folge des Films noch einen guten Erfolg an den Kinokassen verzeichnen konnte, fand die Fortsetzung zwei Jahre später weder bei Kritikern noch beim Publikum rechten Anklang. Zwei der Hauptdarsteller wurden sogar für die Goldene Himbeere, dem „Anti-Oscar“ Hollywoods, nominiert. Aber weder Eugene Levy noch Hilary Duff erhielten den zweifelhaften Preis für herausragend schlechte schauspielerische Leistungen. Während sich auch der erste Teil noch eher an den Originalen der 1950er-Jahre hielt, baut die Fortsetzung auf keiner alten Vorlage auf.
Für ihre Rolle des Kyle und Nigel Baker gewannen Brent und Shane Kinsman zusammen mit den anderen Kindern des Films den „Best Young Ensemble Award“.

## „Desperate Housewives“
Das bislang letzte Projekt der Zwillinge ist wohl auch zugleich ihr bekanntestes und wird als Sprungbrett für eine große Karriere gesehen: Desperate Housewives, eine der erfolgreichsten US-Fernsehserien der letzten Jahre mit Teri Hatcher, Felicity Huffman, Marcia Cross und Eva Longoria in den Hauptrollen. Auch hier spielten die beiden Brüder ein teuflisches Doppelpack: Als Kinder mit einem ADHS-Syndrom tyrannisieren sie ihre Mutter Lynette Scavo (gespielt von Felicity Huffman) in jeder Folge bis zur Weißglut.
Auch hier gewannen die Kinsman-Brüder eine Auszeichnung: Zusammen mit anderen Darstellern der „Housewives“ erhielten sie das Prädikat „Outstanding Performance by an Ensemble“.
Ihre Bekanntheit aus dieser Serie führte auch dazu, dass sie am 24. Januar 2006 bei Jay Leno in seiner Tonight Show zu Gast waren.
2008 wurden Brent und Shane Kinsman aus ihren Verträgen von Desperate Housewives entlassen, da die nachfolgende Staffel fünf Jahre später spielt. Ersetzt wurden sie durch Charlie und Max Carver.